# Complesso di Qutb
Il complesso di Quṭb è un insieme di antichi monumenti che si trova a Mehrawli, nel Distretto sud di Delhi, in India.

## Storia
Gli edifici che lo compongono vennero eretti durante il regno di Quṭb al-Dīn Aybak, il primo sovrano del Sultanato mamelucco di Delhi, e durante il regno del suo successore Iltutmish. Il commissionante aveva però concepito il monumento come torre per celebrare la vittoria del Sultano ghuride Muhammad I sul re Rajput Prithviraj Chauhan nel 1192.
Quṭb al-Dīn Aybak fu l'esecutore di questa volontà del suo padrone (Aybak era un suo mamelucco, affrancato del Sultano ghuride che gli accordò piena e ben ripagata fiducia e il comando del suo esercito. Molti altri sovrani nei secoli successivi hanno lasciato il segno del loro passaggio, aggiungendo edifici a quelli già esistenti nel complesso: operazione cui non si sottrassero nemmeno i "colonizzatori" britannici.
Il monumento più famoso fra quelli che si trovano nel sito è il Quṭb Minār ma altre importanti costruzioni sono la moschea Quwwat al-Islām (Potenza dell'Islam), la porta di ʿAlāʾ I Darwāza, l'ʿAlāʾī Minār e la colonna di Ashoka. Ventisette templi preesistenti, di religione induista e gianista, vennero distrutti al fine di riutilizzare i materiali con cui erano stati costruiti per innalzare i monumenti oggi visibili nel complesso di Quṭb. Nel 1993 il complesso di Quṭb è stato inserito nell'elenco dei Patrimoni dell'umanità dell'UNESCO.

## Quṭb Minār

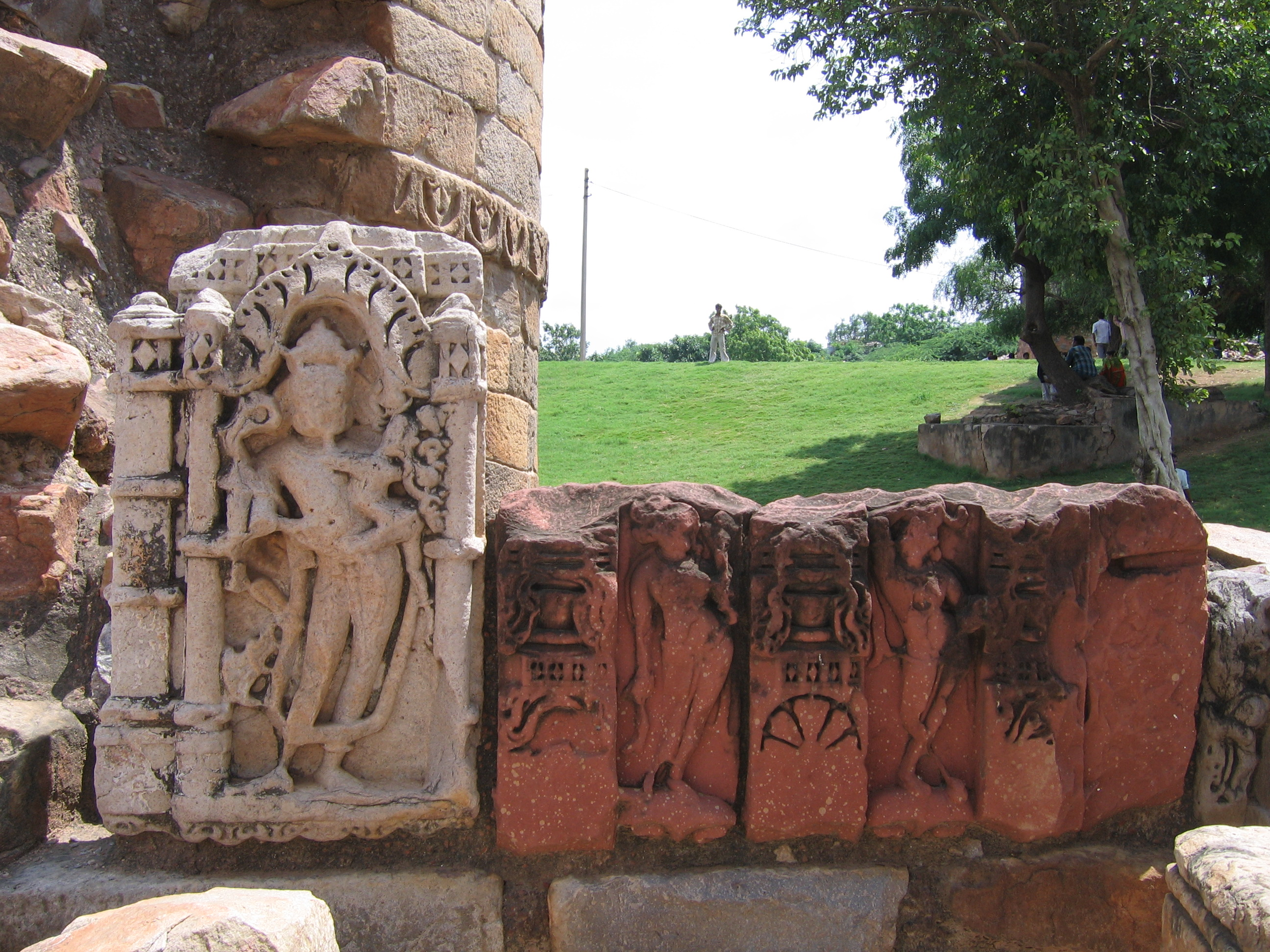
I resti della preesistente struttura indù

Il Quṭb Minār (Minareto di Quṭb [al-Dīn Aybak]) è il più alto minareto in mattoni del mondo e un importante esempio di architettura indo-islamica. Esso si erge per 72,5 metri, con una base larga 14,3 metri e una sommità larga 2,7 metri.
Si è a lungo speculato sulla finalità perseguita nell'erigere questo minareto, oltre al solito scopo funzionale di tutti i minareti (cioè quello di chiamare alla preghiera i fedeli, in questo caso nella moschea della Quwwat al-Islām), alcuni pensano che esso sia stato costruito anche come torre per festeggiare una vittoria, o come monumento per simboleggiare la potenza dell'islam, o ancora come torre d'avvistamento per scopi difensivi.
Anche sullo stesso nome del minareto le opinioni sono divergenti: alcuni storici credono che Quṭb Minār derivi dal nome del primo sultano turco-afghano, Quṭb al-Dīn Aybak, mentre altri sostengono che il nome venne dato in onore di Khwaja Qutb-ud-din Bakhtiar Kaki, un santo originario di Baghdad che visse a lungo in India ed era molto venerato dalla popolazione.

## ʿAlāʾī Minār

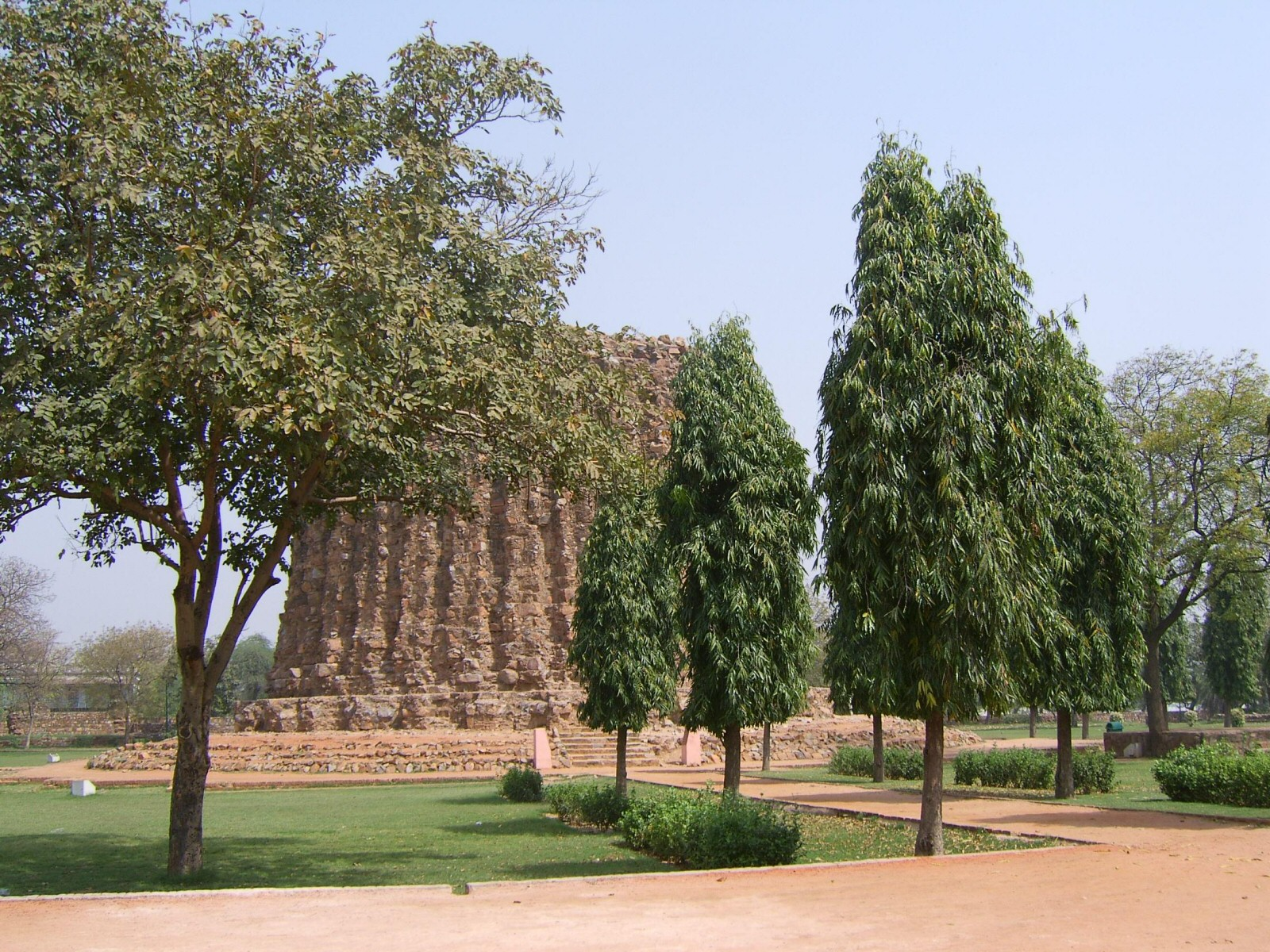
L'incompleto ʿAlāʾī Minār

La costruzione dell'ʿAlāʾī Minār (Minareto di ʿAlāʾ [al-Dīn]) fu avviata su ordine di ʿAlāʾ al-Dīn Khaljī (da cui prende il suo nome il manufatto), al fine di erigere un minareto che fosse alto il doppio del Quṭb Minār. La costruzione fu però abbandonata subito dopo la morte di ʿAlāʾ al-Dīn, quando era stato completato solo il primo piano, alto 24,5 metri, che ancor oggi è ciò che resta del progetto originario.

## Quwwat al-Islām
La moschea Quwwat al-Islām (Potenza dell'Islam, conosciuta anche col nome di "moschea di Quṭb" o "grande moschea di Delhi") fu edificata da Quṭb al-Dīn Aybak, il Sultano mamelucco liberato da Mahmud Ghuri che fondò la dinastia dei Mamelucchi di Delhi. 

La costruzione dell'edificio cominciò alla fine del XII secolo, quando Aybak era comandante della guarnigione che occupava la città di Delhi. Pare che i materiali utilizzati per edificare la moschea (la prima eretta in quella città) fossero stati recuperati distruggendo 27 templi giainisti e indù che si ergevano in quel sito dai secoli precedenti. Gli scritti dello storico musulmano Maulānā Ḥakīm Sayyid ʿAbd al-Ḥajj attestano l'iconoclastia di Aybak, anche se questa probabilmente era dovuta a motivi più politici che religiosi.

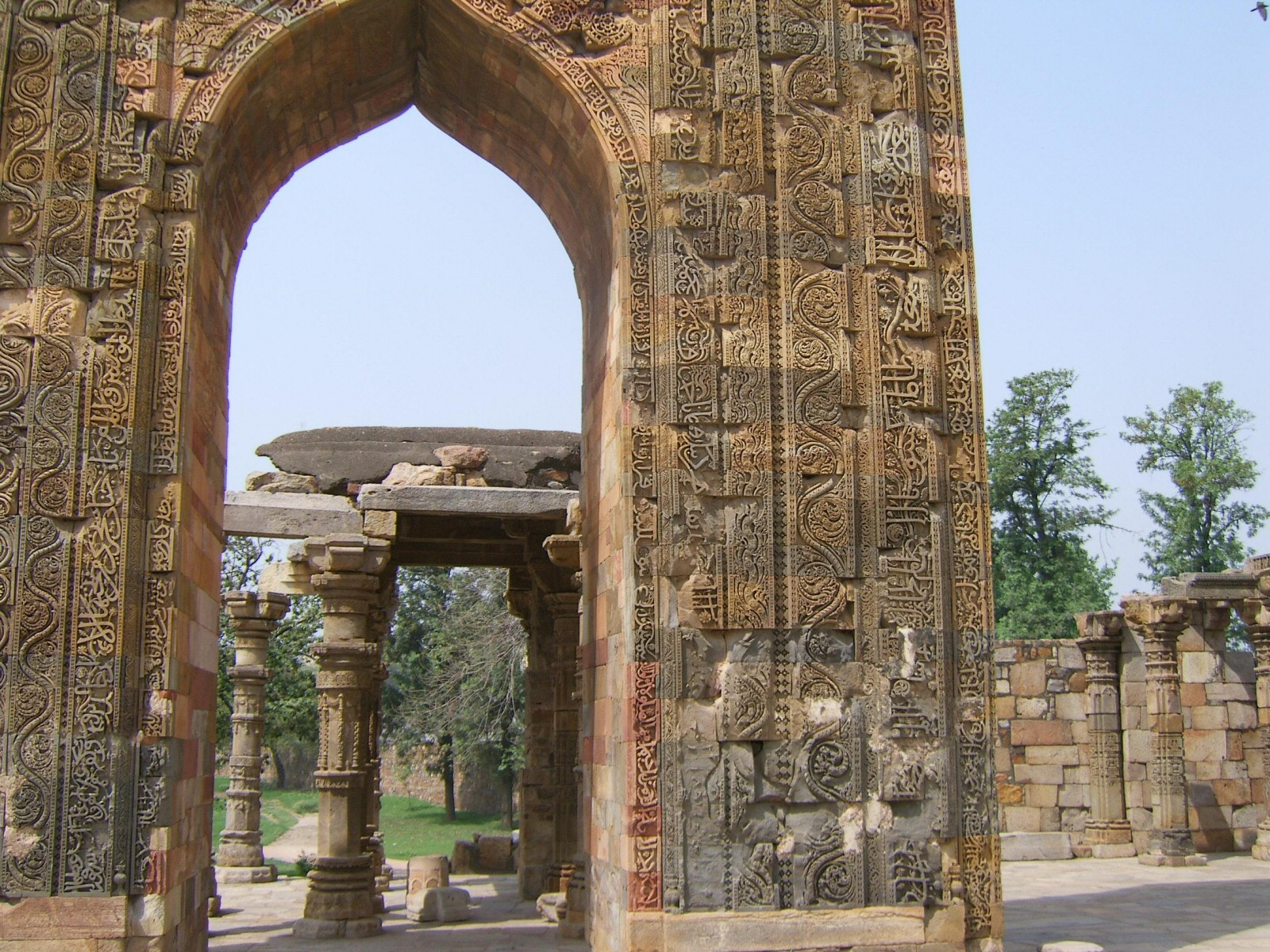
Alcune delle rovine che si trovano nel complesso di Quṭb

L'espansione della moschea continuò anche dopo la morte di Quṭb: il suo successore Iltutmish infatti estese l'originaria sala della preghiera (muṣallā) costruendo 3 arcate in più. Al tempo di questo sovrano, il Sultanato mamelucco a Delhi si era stabilizzato a sufficienza per permettere al Sultano di rimpiazzare la maggior parte dei lavoranti indù con maestranze musulmane, il che spiega perché le arcate aggiunte durante il regno di Iltutmish siano stilisticamente più consone agli standard islamici rispetto a quelle erette durante il regno del suo predecessore.
Oggi della moschea restano solo rovine, ma fra le strutture architettoniche presenti nel complesso di Quṭb sono ancora visibili alcune arcate, motivi floreali e strutture geometriche. Ad ovest della moschea si trova la tomba di Iltutmish, costruita nel 1235.

## ʿAlāʾī Darwāza
ʿAlāʾī Darwāza (Porta di ʿAlāʾ [al-Dīn]) è il nome di una magnifica porta che si trova all'interno del complesso monumentale di Quṭb a Delhi, costruita dal primo Sultano della dinastia khaljī di Delhi, ʿAlāʾ al-Dīn, detto anche ʿAlī Gurshasp Khaljī. La porta è ornata da decorazioni marmoree e da pietre provviste di grata, e mostra l'abilità degli artigiani turchi che vi lavorarono per erigerla.

## Colonna di Ashoka

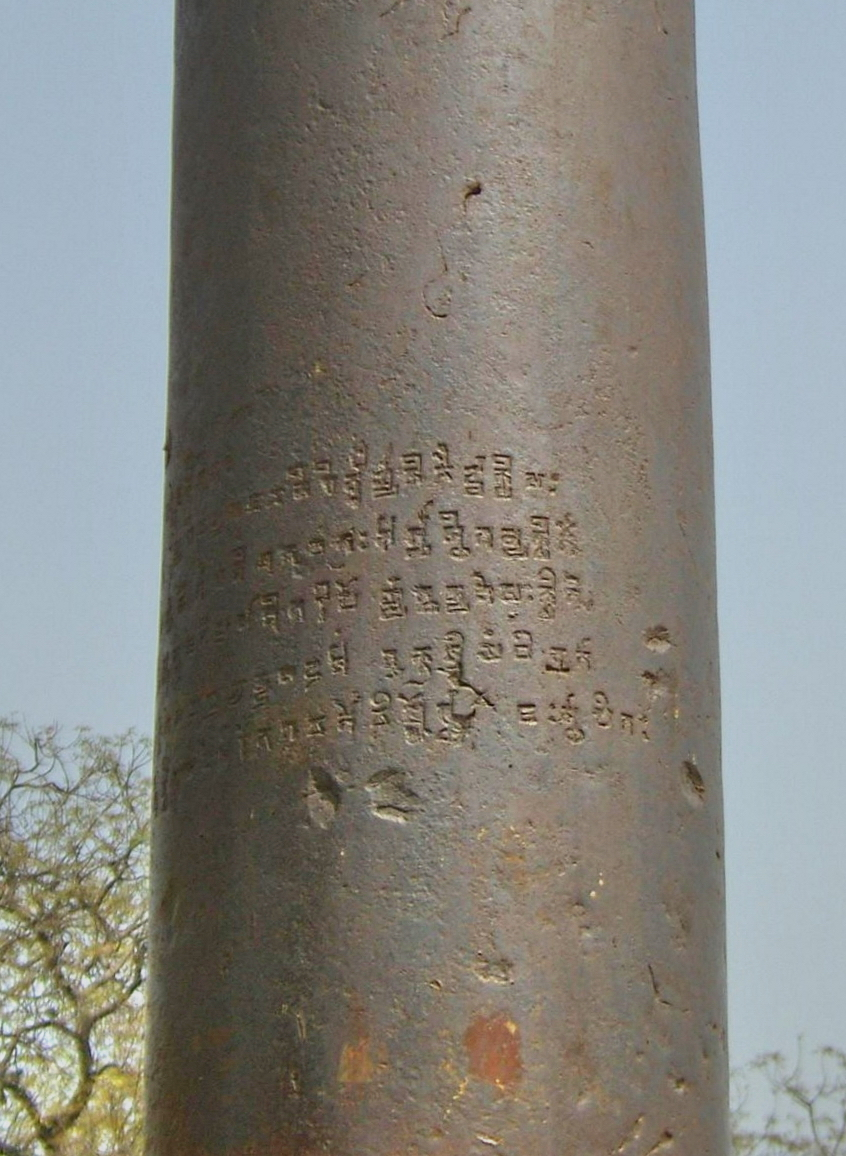
Iscrizioni sulla colonna di ferro inosidabile giunte fino a noi

La colonna di Ashoka - detta anche Colonna di Ferro - è una delle più famose curiosità metallurgiche del mondo. È una colonna in ferro alta 7,21 metri e pesante oltre sei tonnellate, eretta da Chandragupta II Vikramaditya, detto "il grande" (375 - 414), durante l'impero Gupta che regnò sull'India settentrionale fra il IV e il VI secolo. La colonna alla sua sommità presenta una statua di Garuḍa - l'aquila usata da Visnù per spostarsi e simbolo della dinastia Gupta - e si trovava originariamente in un luogo chiamato Vishnupadagiri, cioè collina dell'impronta di Viṣṇu, identificato come l'odierna Udayagiri, a circa 50 chilometri a est della città di Bhopal.

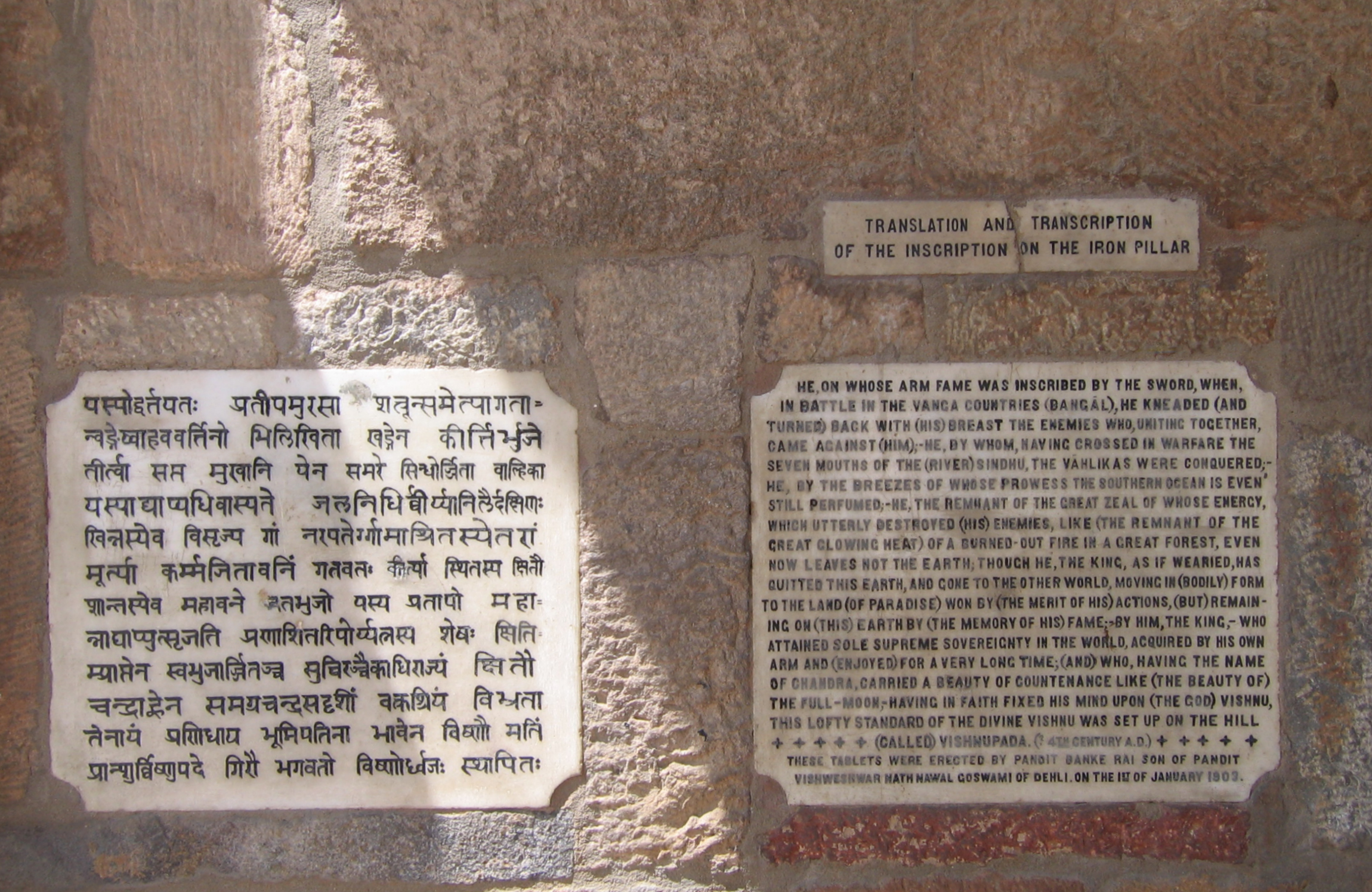
La traduzione delle iscrizioni in inglese

Vishnupadagiri si trova sul Tropico del Cancro e, di conseguenza, durante l'impero Gupta era un centro di studi astronomici e la colonna infatti aveva un'importante funzione nel suo luogo originario: l'ombra proiettata da essa all'alba cadeva nella direzione del piede di Anantasayain Vishnu (in uno dei pannelli che si trovano a Udayagiri) solo nel periodo del solstizio d'estate, il 21 giugno. La costruzione e lo sviluppo del sito di Udayagiri sembra sia stato opera di popolazioni con una sviluppata conoscenza astronomica, notevole per il periodo cui esso risale (cioè il V secolo).
Quando Quṭb al-Dīn Aybak distrusse i templi preesistenti per erigere il Quṭb Minār e la moschea Quwwat al-Islām, la colonna di Ashoka fu l'unica parte di quei templi che venne lasciata intatta; la moschea stessa si sviluppò anzi proprio intorno alla colonna.
La colonna riporta un'iscrizione secondo la quale essa fu costruita in onore di Viṣṇu e in memoria del re Chandragupta II. È fatta per il 98% di ferro con inclusioni di fosforo e altre impurità di fusione; ha un diametro di 41 centimetri.
La colonna ha richiamato l'attenzione di archeologi e di esperti di metallurgia poiché, nonostante il clima monsonico e l'umidità conseguente, ha resistito in modo straordinario alla corrosione e all'ossidazione per ben 1600 anni. Recenti studi hanno scoperto che questo è stato possibile grazie ad un sottilissimo strato superficiale di ossido, generato dalle particolari proprietà della lega, ricca appunto di fosforo.

## Galleria d'immagini

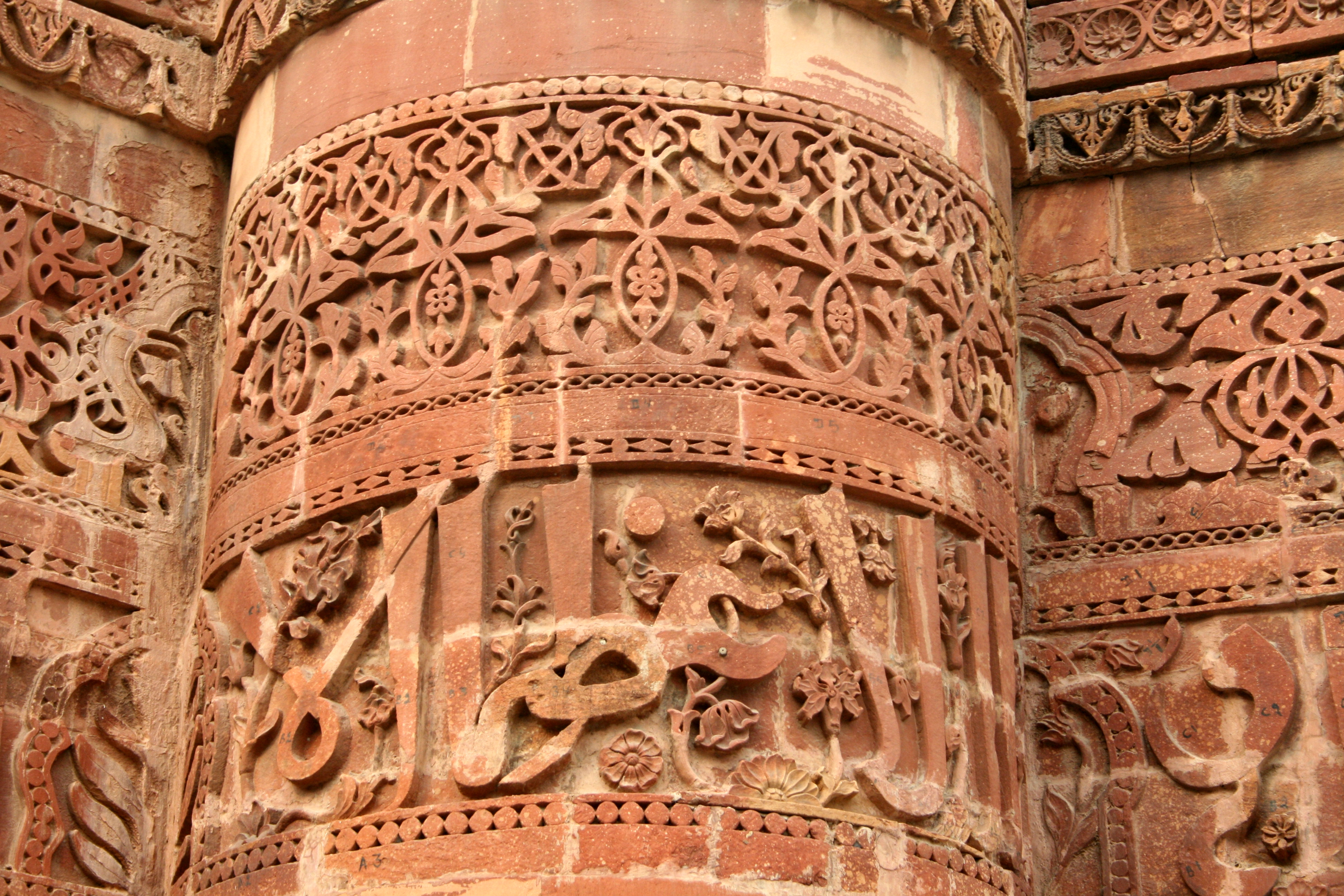
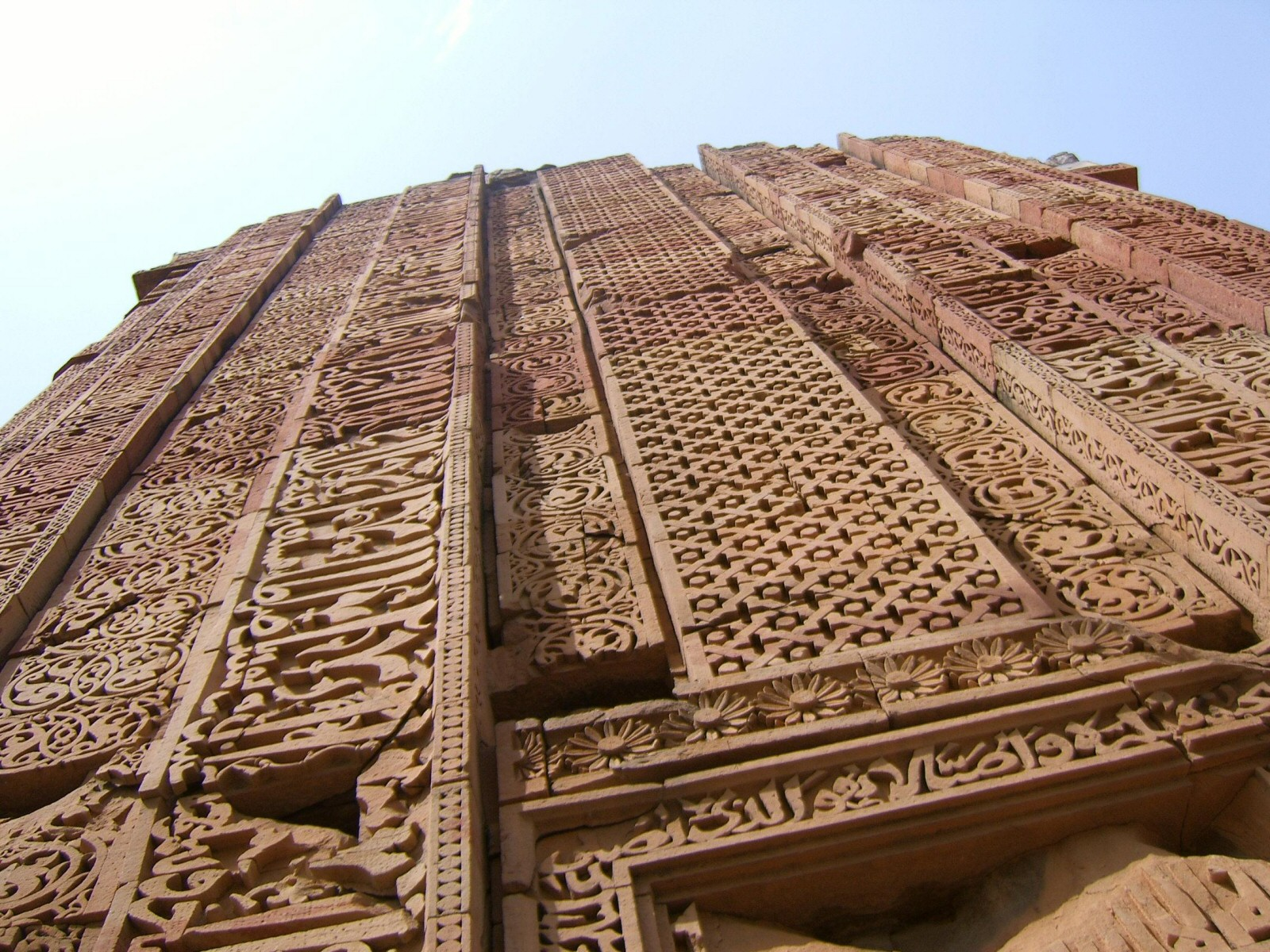
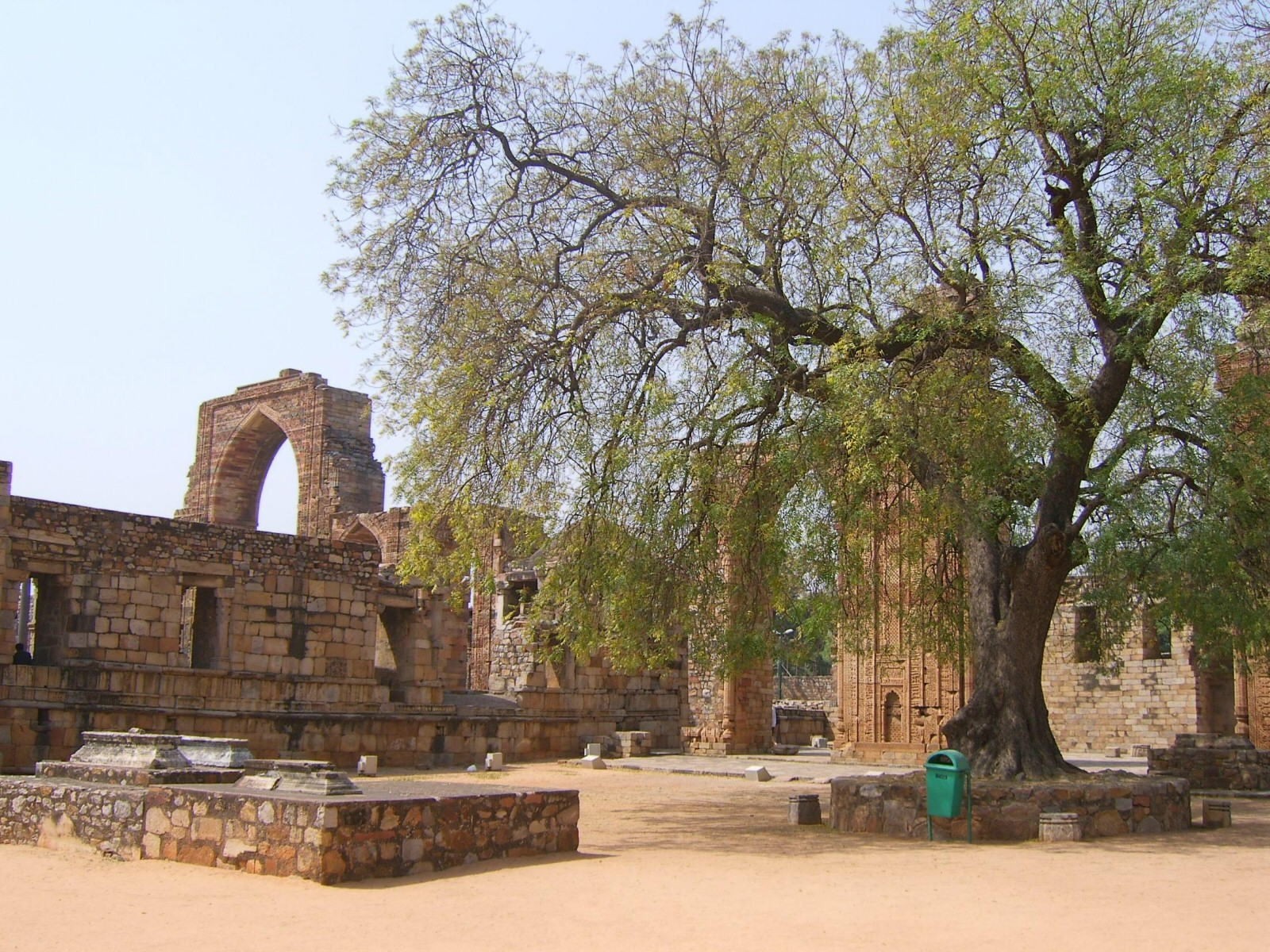
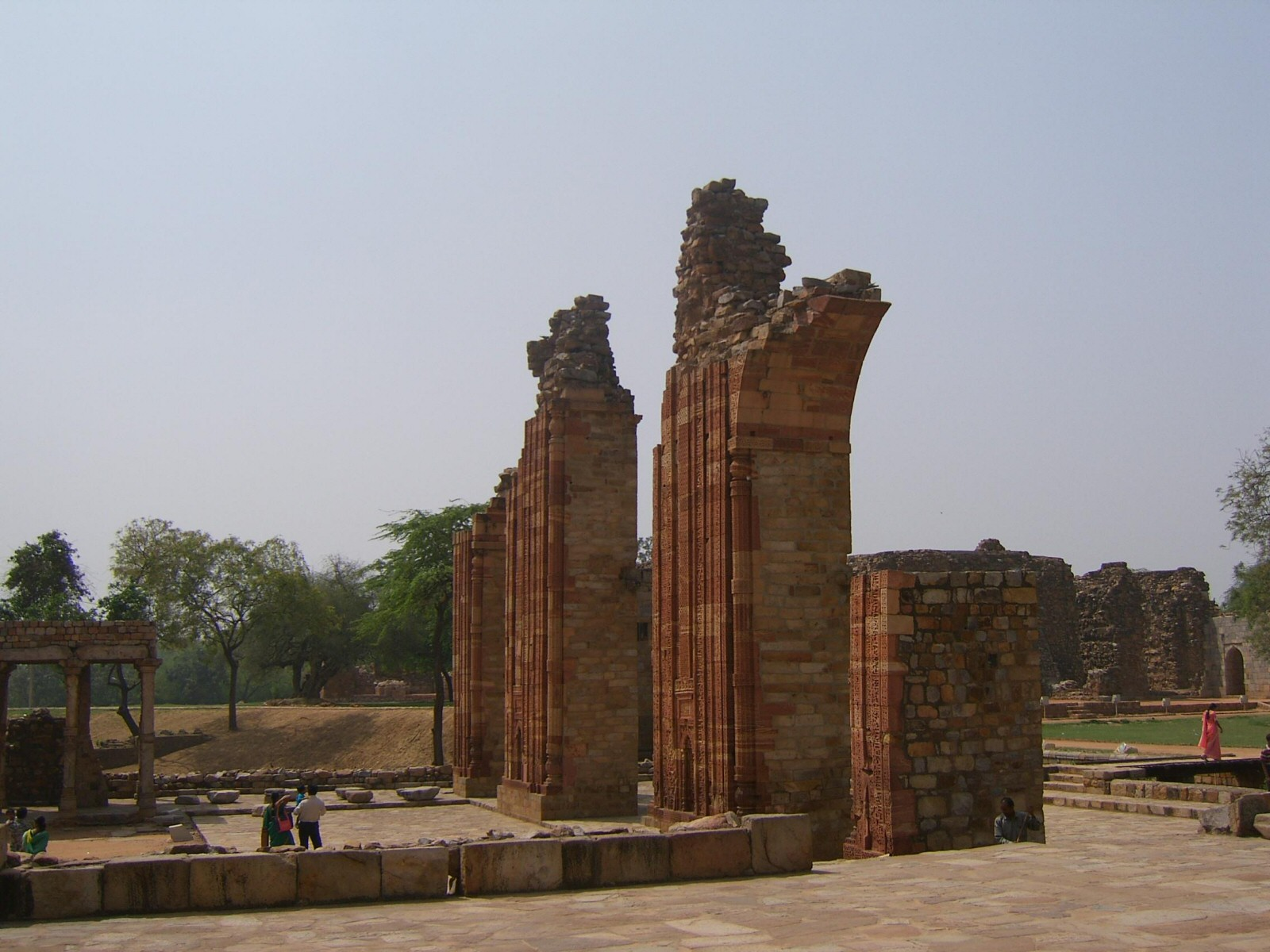
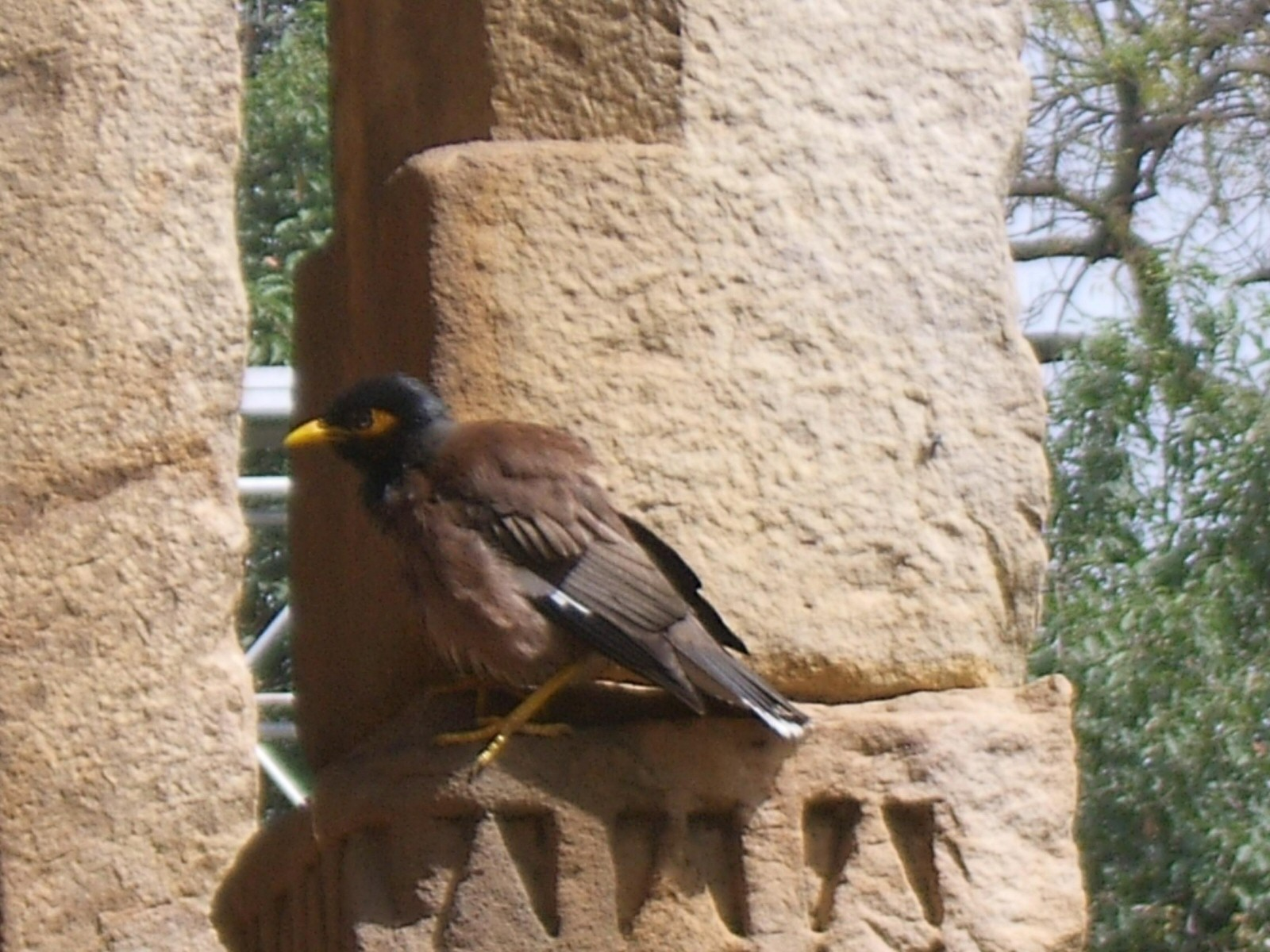
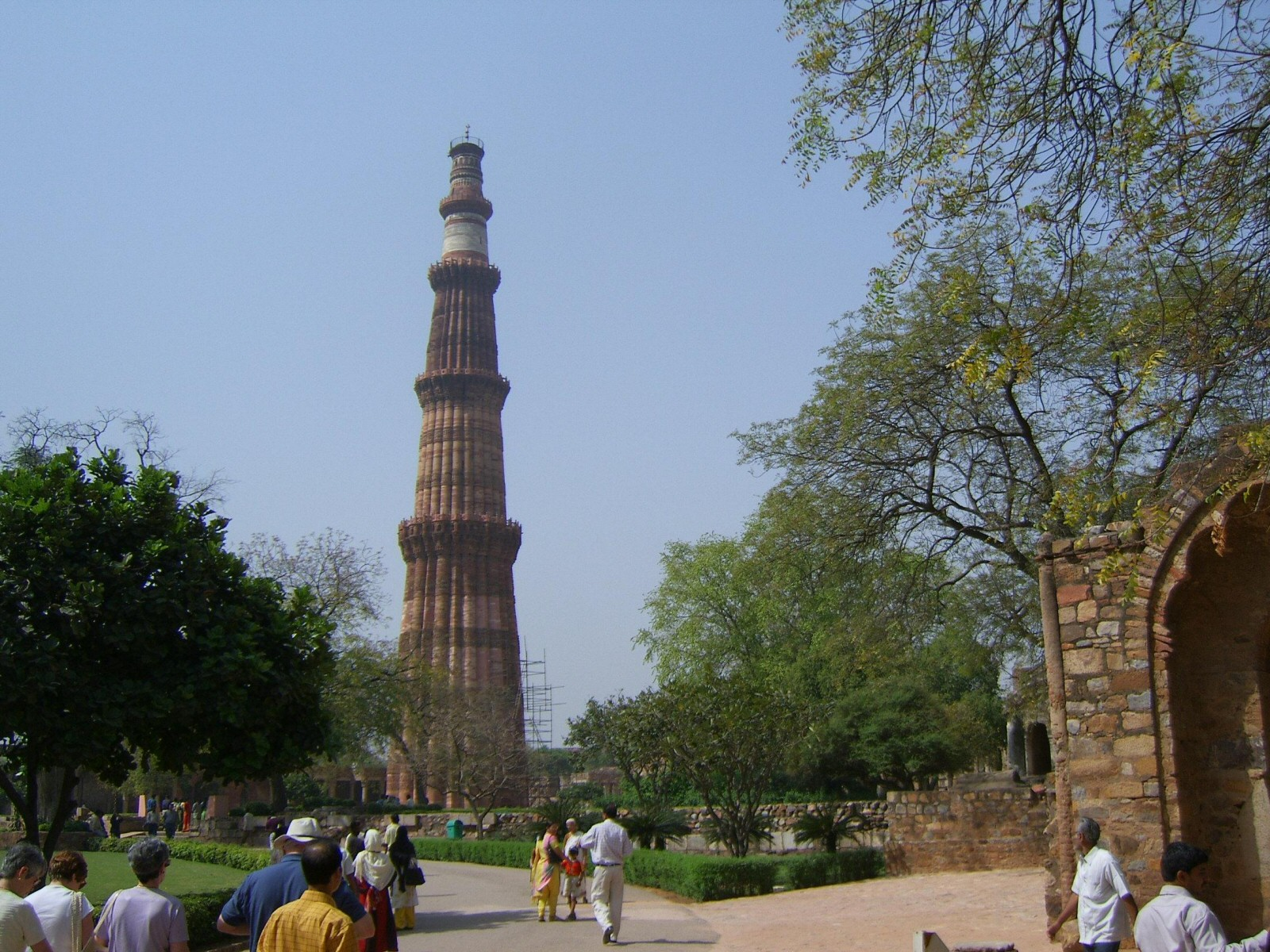
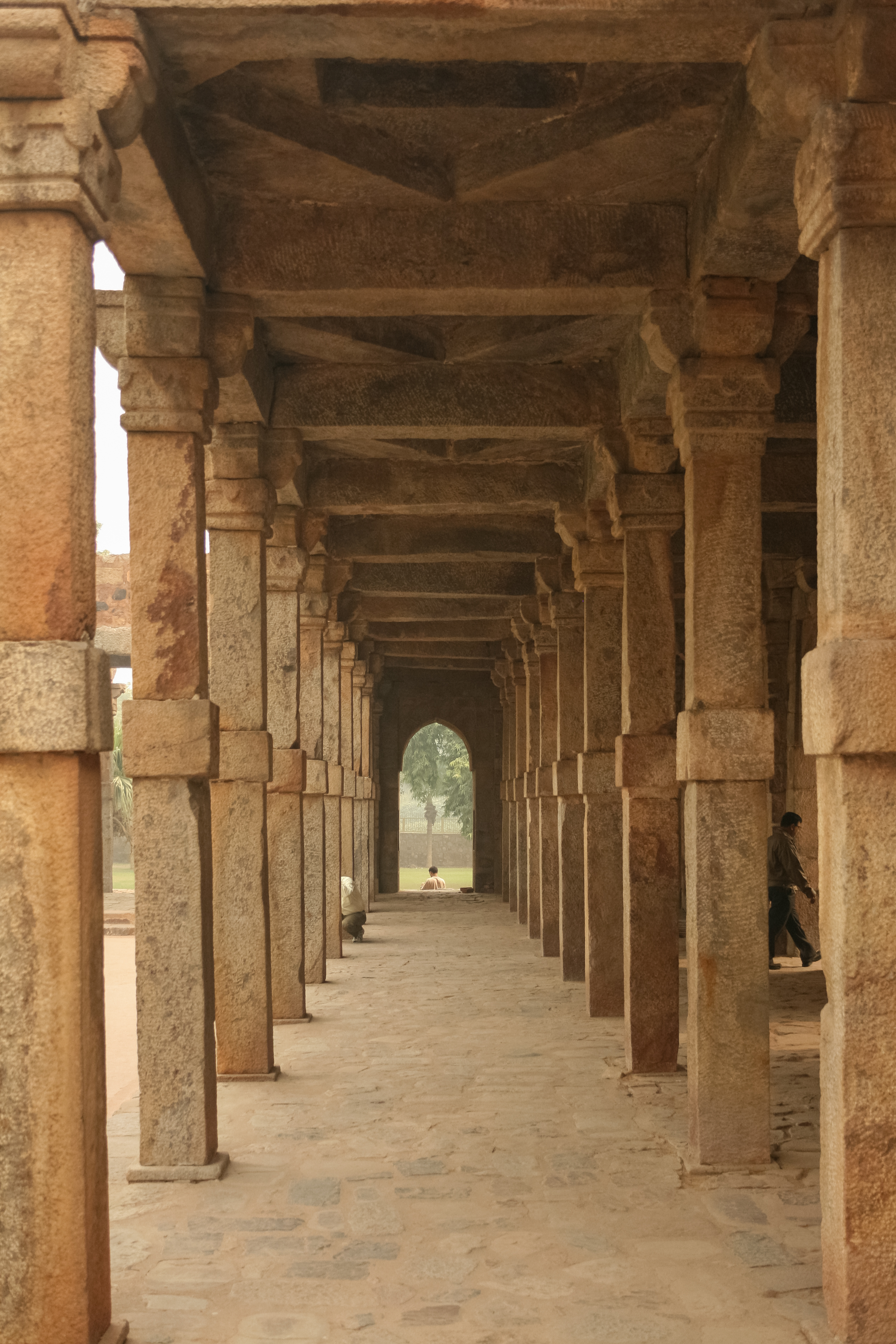